# Unique Alpine TPG-1
Unique Alpine TPG-1 (нем. Taktisches Präzisions Gewehr — «тактическая точная винтовка») — снайперская винтовка, производившаяся фирмой Unique Alpine AG в Эрдинге в Германии.

## Описание
Для стрельбы из снайперской винтовки применяются винтовочные патроны от .223/5.56x45 и до .338 Lapua Magnum. Технически представляет собой 5-зарядную винтовку с продольно-скользящим поворотным затвором. Подача патронов при стрельбе производится из отъемных коробчатых магазинов емкостью 5 патронов.